# Bad Homburg Open
El torneig de Bad Homburg, conegut oficialment com a Bad Homburg Open, és una competició tennística professional que es disputa sobre gespa al TC Bad Homburg de Bad Homburg, Alemanya.
Inicialment es va establir en la categoria WTA 250 però en l'edició de 2024 va ser promogut a la categoria WTA 500.

## Palmarès

### Individual femení
| Any     | Campiona           | Finalista          | Resultat         |
| ------- | ------------------ | ------------------ | ---------------- |
| WTA 500 |                    |                    |                  |
| 2025    | Jessica Pegula     | Iga Świątek        | 6−4, 7−5         |
| 2024    | Diana Shnaider     | Donna Vekić        | 6−3, 2−6, 6−3    |
| WTA 250 |                    |                    |                  |
| 2023    | Kateřina Siniaková | Lucia Bronzetti    | 6−2, 7−6(5)      |
| 2022    | Caroline Garcia    | Bianca Andreescu   | 6−7(5), 6−4, 6−4 |
| 2021    | Angelique Kerber   | Kateřina Siniaková | 6−3, 6−2         |

### Dobles femenins
| Any     | Campiones                               | Finalistes                          | Resultat            |
| ------- | --------------------------------------- | ----------------------------------- | ------------------- |
| WTA 500 |                                         |                                     |                     |
| 2025    | Guo Hanyu Alexandra Panova              | Liudmila Kitxenok Ellen Perez       | 4−6, 7−6(4), [10−5] |
| 2024    | Nicole Melichar-Martinez Ellen Perez    | Chan Hao-ching Veronika Kudermétova | 4−6, 6−3, [10−8]    |
| WTA 250 |                                         |                                     |                     |
| 2023    | Ingrid Gamarra Martins Lidziya Marozava | Eri Hozumi Monica Niculescu         | 6−0, 7−6(3)         |
| 2022    | Eri Hozumi Makoto Ninomiya              | Alicja Rosolska Erin Routliffe      | 6−4, 6−7(5), [10−5] |
| 2021    | Darija Jurak Andreja Klepač             | Nadia Kitxenok Raluca Olaru         | 6−3, 6−1            |